# NLab
nLab は、数学・物理学・哲学の研究レベルの内容について扱ったウィキである。
圏論やホモトピー論の手法に焦点を当てているという特徴を持ち、ノートや説明的な記事のみならず、オリジナルの共同研究の場としても使われている。nLabは "n-point of view"（n的観点）という理念を掲げている。これはウィキペディアの「中立的な (neutral) 観点」をもじったものであり、圏論、特に高次の高次のn-圏論によってもたらされる統一的な視点が数学・物理学・哲学にとって有用であるという考えを表している。

## 概要
nLabはもともと、数理物理学者ジョン・バイエズ、デイビッド・コーフィールド、ウルス・シュライバーら（当時のメンバー）の運営するブログ「n-Category Café」のコメントとして投稿されたアイデア（時には新しい研究につながるものもあった）の保管所を提供するために考案された。今日では、nLabはn-Category Caféから独立し、研究プロジェクトから百科事典までを抱える大きなプロジェクトに発展している。
nLabの関連プロジェクトにnForumがある。これはnLabの編集に関する連絡と議論（ウィキペディアの「ノート」ページに相当）のほか、nLabの扱うトピックに関する一般的な議論もできるオンラインフォーラムである。nLabの運営委員会と連絡を取りたいときは、nForumに投稿する方法が推奨されている。また、nLabの実験的なサブプロジェクトとして、Publications of the nLabがある。これは、nLab本体と相互にハイパーリンクされるオンラインの査読つき論文誌を目指している。
nLabは、2008年11月28日にシュライバーによって立ち上げられた。このとき使われたのが、ジャック・ディスラーがメンテナンスしているInstikiというソフトウェアだった。2015年5月以降、nLabはカーネギーメロン大学のサーバー上にある。このサーバーは、スティーブ・アウディーのHoTT MURIグラントの資金で運用されている。システム管理者はアデール・ハーン・ユスフザイである。ncatlab.orgドメインはシュライバーが所有している。
nLabはMathOverflowにおいて、質問前にチェックするべき標準的なオンラインの数学文献の1つとしてリストされている。多くの質問と解答が、nLabを背景資料として用いている。また、nLabはバイエズがアメリカ数学会に投稿した数学ブログのレビュー記事の中で言及されている2つのウィキのうちの1つである。
nLabには非公式の運営委員会がある。「nLabを運営しているわけではない」が、プロジェクト全体のトラブルになりそうな問題を解決するために存在している。